# Lithosia tomponis
Lithosia tomponis är en fjärilsart som beskrevs av Matsumura 1927. Lithosia tomponis ingår i släktet Lithosia och familjen björnspinnare. Inga underarter finns listade i Catalogue of Life.